# Baie-de-Henne
Baie-de-Henne (Haitianisch-Kreolisch Bè Deyèn)  ist eine Gemeinde in Haiti im Département Nord-Ouest.

## Geschichte
Die ersten Siedler ließen sich um das Jahr 1625 an der Südküste der nordwestlichen Halbinsel von Hispaniola nieder. Das Gebiet um die Bucht von Henna (Baie-de-Henne) war ein bevorzugter Anbauort für den Hennastrauch, der schließlich dem Ort seinen Namen gab.Baie-de-Henne war ursprünglich ein kommunaler Bezirk der Gemeinde Môle-Saint-Nicolas. Im Jahr 1887 reichten die Einwohner, vor allem Fischer und Seeleute, eine Petition ein, in der sie die Erhebung ihres Bezirks zur Gemeinde beantragten. Durch ein am 3. Juli 1889 verabschiedetes Gesetz verlieh die Regierung Baie-de-Henne offiziell den Status einer Gemeinde.
Anfang Oktober 2016 verursachte der tropische Wirbelsturm Matthew verheerende Schäden in der Gemeinde. Neben Toten und Schwerverletzten waren umfangreiche Schäden an Gebäuden zu beklagen. Bürgermeister Tertius Joseph Ilercé erklärte vier Monate nach der Katastrophe, man lebe in dem Ort wie Tiere („Nous vivons comme des bêtes“).

## Lage und Beschreibung
Neben dem Zentrum der Gemeinde Ville de Baie-de-Henne bestehen vier ländliche Gemeindebezirke:
1. Citerne Rémy mit Boucan-Pécheur, Enclos, Jasmin, Nan Joseph, Nan Raquette, Nan Via, Saline-Lagon und Ti l’Abbe,
2. Dos D’Ane mit Baptiste, George-Callebassier, Gouimbère, Nan Borgon, Platon Nan Gommier und Tete-la Coupe,
3. Réserve (auch: Ti Paradis) mit Calons, Estère, Justance, La Montagne, Maltine, Moreau, Nan Ti Mil, Platon la Coupe und Ti Rivière sowie
4. L’Estère Derée mit Baiseur, Chanpagne, Dune, Fimise-Poule, Grande-Anse, Gros-Trou, Hatte-Jacot, La Coupe, La Coupe Bourrique, Magasin, Motieche, Nan Carré, Petite-Anse, Terre-Rouge, Ti Côte de Fer und Ti Lagon.

Die Küstenstraße Route Départementale RD-102 verbindet Baie-de-Henne im Osten mit Gonaïves, wo in einer Entfernung von 75 Kilometern die Route Nationale RN-1 erreicht wird.
Innerhalb der Gemeinde sind keine Straßen vorhanden. Selbst Geländewagen sind nicht nutzbar, wenn bei Regenfällen das durch extensive Abholzung glatte hügelige Gebiet praktisch nicht befahrbar ist.